# Йонкхере, Жюстина де
Жюстина (Юстина) де Йонкхере родилась 24 марта, 1992 в Вевелгеме, Западная Фландрия, и победила на конкурсе Мисс Бельгия 2011 9 января 2011. Она также носит титул Мисс Западная Фландрия. Жюстина стала 81-й Мисс Бельгия и получила корону из рук Силоу Аннис, Мисс Бельгия 2010.

## Биография
Жюстина живёт в Вевелгеме с родителями, поддерживает хорошие отношения с бабушками и дедушками. Она единственный ребёнок в семье. Учится в Кортрейкском университете. Она любит гулять с друзьями и любит позировать для фотографий.
Став Мисс Бельгия, она получила много предложений от модельных агентств, уже появлялась на обложках журналов и будет продолжать модельную карьеру. Она сейчас в Швейцарии для фотосессии с часами, а в сентябре, вероятно, поедет представлять Бельгию на конкурсе Мисс Вселенная 2011 в Бразилии и примет участие в конкурсе Мисс Мира 2011. На «Мисс Вселенная 2011» в топ-16 не вошла